# Cynortoperna
Cynortoperna is een geslacht van hooiwagens uit de familie Cosmetidae.
De wetenschappelijke naam Cynortoperna is voor het eerst geldig gepubliceerd door Roewer in 1947. 

## Soorten
Cynortoperna is monotypisch en omvat slechts de volgende soort:
- Cynortoperna albornata